# Sigrid Bernson
Sigrid Annamaria Bernson, född 28 december 1988 i Göteborg, är en svensk dansare, sångerska och danslärare, främst känd för sin medverkan i TV-programmet Let's Dance.

## Biografi

### Karriär
Sigrid Bernson har medverkat i Let's Dance sedan 2011, då hon tävlade med Andreas Weise. Följande år vann hon tävlingen tillsammans med Anton Hysén. År 2013 var hon i par med Erik Segerstedt och 2014 vann hon sin andra seger – denna gång med Benjamin Ingrosso. Hon medverkade inte i 2015 års upplaga, på grund av många andra åtaganden i sitt liv.
I 2017 års upplaga av Let's Dance dansade Bernson tillsammans med artisten och TV-profilen Samir Badran med vilken hon snart inledde ett förhållande med. Den 31 juli 2017 var hon med i Lotta på Liseberg, där hon framförde sin debutsingel som sångerska. Dessförinnan var hon med och sjöng på låten "Happy hours" av John de Sohn som kom ut 2015.
Bernson gjorde sedan åter ett uppehåll i sin medverkan i Let's Dance för att istället tävla i Melodifestivalen 2018. Detta med låten "Patrick Swayze" som tog sig till Andra chansen.
Bernson har tidigare studerat på Calle Flygares teaterskola i Stockholm.

### Privatliv
Bernson var sommaren 2017 till januari 2019 tillsammans med sin före detta danspartner från Let's Dance, Samir Badran från musikduon Samir & Viktor. I december 2019 bekräftade Bernson att hon var i en relation med artisten Robin Bengtsson, som även han var hennes danspartner i Lets dance.

## Intervju
- Sigrid Bernson